# 제시 앤더슨
제시 마이클 앤더슨(영어: Jesse Michael Anderson, 1957년 5월 3일 ~ 1994년 11월 30일)은 동료 수감자 겸 유죄판결을 받은 살인범 크리스토퍼 스칼버에 의해 연쇄살인범 제프리 다머와 함께 감옥에서 살해된 유죄판결을 받은 미국인 살인범이다.

## 생애
앤더슨은 일리노이주 앨튼에서 자랐다. 앤더슨이 10대였을 때, 그의 아버지는 심장마비로 사망했고 그의 어머니는 재혼했다. 그는 알튼 고등학교에 다녔고 1975년에 졸업했다. 1984년, 그는 엘름허스트 대학교에서 경영학 학위를 받고 졸업했다. 1985년 3월 30일 그는 바바라 E와 결혼했다. 시카고의 린치
그가 살인 혐의로 체포되기 전, 안데르손 부부는 위스콘신주 시더버그에서 세 명의 어린 자녀들과 함께 살았다. 그는 라이온즈 클럽의 회계 담당이었고 신성한 단어 가톨릭 교회에서 봉사 활동을 했다.

## 아내 살해
1992년 4월 21일, 앤더슨 부부는 금요일 밀워키 북서부의 노스리지 몰 외곽에 있는 T.G.I.에서 영화와 저녁식사를 하러 갔다. 저녁식사 후 제시는 바바라의 얼굴과 머리를 다섯 번 찌른 다음, 비록 대부분의 상처는 피상적이긴 했지만 자신의 가슴을 네 번 찔렀다. 바바라는 혼수상태에 빠졌고 이틀 후에 그녀의 상처로 죽었다.
앤더슨은 자신과 아내를 공격한 흑인 남성 두 명을 비난했다. 그는 경찰에게 자신이 가해자 중 한 명의 머리를 때려눕혔다고 주장한 로스앤젤레스 클리퍼스 농구 모자를 선물했다. 범행 내용이 공개되자 한 대학생은 경찰에서 앤더슨이 며칠 전 그에게서 모자를 구입했다고 진술했다. 군 잉여 매장 직원들에 따르면 바바라를 살해하는 데 사용됐던 빨간 손잡이 낚시 칼은 몇 주 전 앤더슨에게 팔렸다. 경찰은 밀워키에서 그런 종류의 칼을 판매한 유일한 가게였다고 말했다. 4월 29일 앤더슨은 살인죄로 기소되었다. 8월 13일 유죄판결을 받고 60년간 가석방 가능성이 없는 종신형을 선고받았다.

## 죽음
1994년 11월 28일 오전, 컬럼비아 교정기관에 수감 중이던 앤더슨과 연쇄살인범 제프리 다머는 동료 수감자 크리스토퍼 스칼버와 함께 교도소 체육관에서 화장실을 청소하던 중 방치되었다. 스칼버는 다머가 흑인을 상대로 한 범죄를 상세히 보도한 신문 보도에 대해 "혐오스럽다"고 보도했으며, 1992년 재판에서 정신나간 변론을 주장해 "백인이 하는 일은 정의롭지 않다"고 말한 바 있다. 2015년 한 블로그 게시물에서 스카버는 이러한 진술들 중 일부를 반박하였다. 다머와 앤더슨과 대립한 끝에 스카버는 웨이트 룸에서 강철봉을 회수하고 다머를 따라 라커룸으로 가서 그의 머리를 때렸다. 그리고 나서 그는 앤더슨을 추적했고 또한 그를 맹렬히 공격했다. 다머는 공격 약 1시간 후에 사망선고를 받았고, 앤더슨은 이틀 후에 메디슨에 있는 위스콘신 대학교 병원의 의사들이 그를 생명 유지에서 제외시켰을 때 사망했다.

## 같이 보기
- Charles Stuart (살인자)

## 관련 내용 추가
- Davis, Donald A. Jeffrey Dahmer 이야기 : 미국의 악몽 .
- 마요, 마이크. 미국 살인 : 범죄자, 범죄 및 언론 . 피. 96.